# Изобретатель и рационализатор
«Изобрета́тель и рационализа́тор» — ежемесячный советский, затем — российский журнал изобретателей и рационализаторов. В 1958—1990 годах — печатный орган Всесоюзного общества изобретателей и рационализаторов.
Журнал публикует творческие решения актуальных задач. Является одним из старейших изданий движения рационализаторов. Большинство разработок, о которых пишет журнал, пригодно к непосредственному использованию, имеются модели, опытные образцы, а иные уже прошли стадию мелкосерийного производства. В каждом номере журнала публикуются разнообразные технические новшества на уровне изобретений. 

## История
Инновационные подходы изобретателей и рационализаторов в СССР начали проявляться в 1920-е годы. В 1923 г. возникла «Лига Время» —  добровольное общество по рационализации использования времени на производстве и в быту, через год переименованное в лигу «НОТ».
Для популяризации движения рационализаторов начал выпускаться специализированный научно-популярный иллюстрированный ежемесячный журнал «Изобретатель», выходивший с 1929 года и содержавший десятки различных новаторских решений советских граждан. В первом номере журнала с приветственным словом «Массы, вместо единиц» выступил Альберт Эйнштейн.
1938 год — закрытие журнала.
1956 год — возобновление деятельности журнала под названием «Изобретательство в СССР».
1958 год — переименование журнала в «Изобретатель и рационализатор».
31 января 1979 года журнал был награждён орденом «Знак Почёта» за плодотворную работу по массовому вовлечению трудящихся в активное техническое творчество.
1990 год — регистрация журнала коллективом редакции как независимого СМИ в связи с разногласиями о финансировании.
2015 год — закрытие печатной версии журнала.
2018 год — возобновление печатной версии.

## Деятельность
База (с 1973 года) адресов разработчиков, калькодержателей, авторов новинок предоставляет возможность читателям пользоваться банком данных по конкретным публикациям.
Регулярно публикует самые последние нормативные документы в области патентного законодательства, охраны прав на интеллектуальную собственность, проводит патентоведческие и юридические консультации. Рубрику «Защита прав изобретателей», где рассматриваются наиболее интересные и сложные конфликтные ситуации, ведут опытные публицисты, имеющие дипломы Патентного поверенного РФ.

## Рубрики
«Микроинформация», «Технозавтраки ВОИР»,  «Изобретено», «Идеи и решения», «Умные технологии», «Мысль интересная», «ИР и мир», «Приёмная вашего поверенного» и др.   

## Конкурсы журнала

### «Техника — колесница прогресса»
Медаль конкурса, учреждённая к 50-летию редсоветом журнала. Ежегодно награждаются лучшие изобретатели.

### Журналистская премия ИР
Медаль конкурса, учреждена в 2000 году. Ежегодно награждаются лучшие журналисты, публиковавшиеся в журнале.

## Авторы и герои публикаций
Л. Н. Кошкин, С. С. Баландин, В. А. Фабрикант, В. А. Белый, Г. А. Илизаров, В. П. Мишин, В. К. Карраск, А. П. Казанцев, Г. В. Новожилов, Б. В. Раушенбах, М. И. Галлай, С. Т. Кишкин, И. Н. Фридляндер, С. В. Михеев, Б. В. Бункин, В. И. Шумаков, Ю. В. Гуляев, Н. А. Черноплеков, С. Н. Федоров, В. А. Касьянников, М. Т. Калашников. А также В. Глушко, С. Возняк и другие.